# Museum Sophiahof

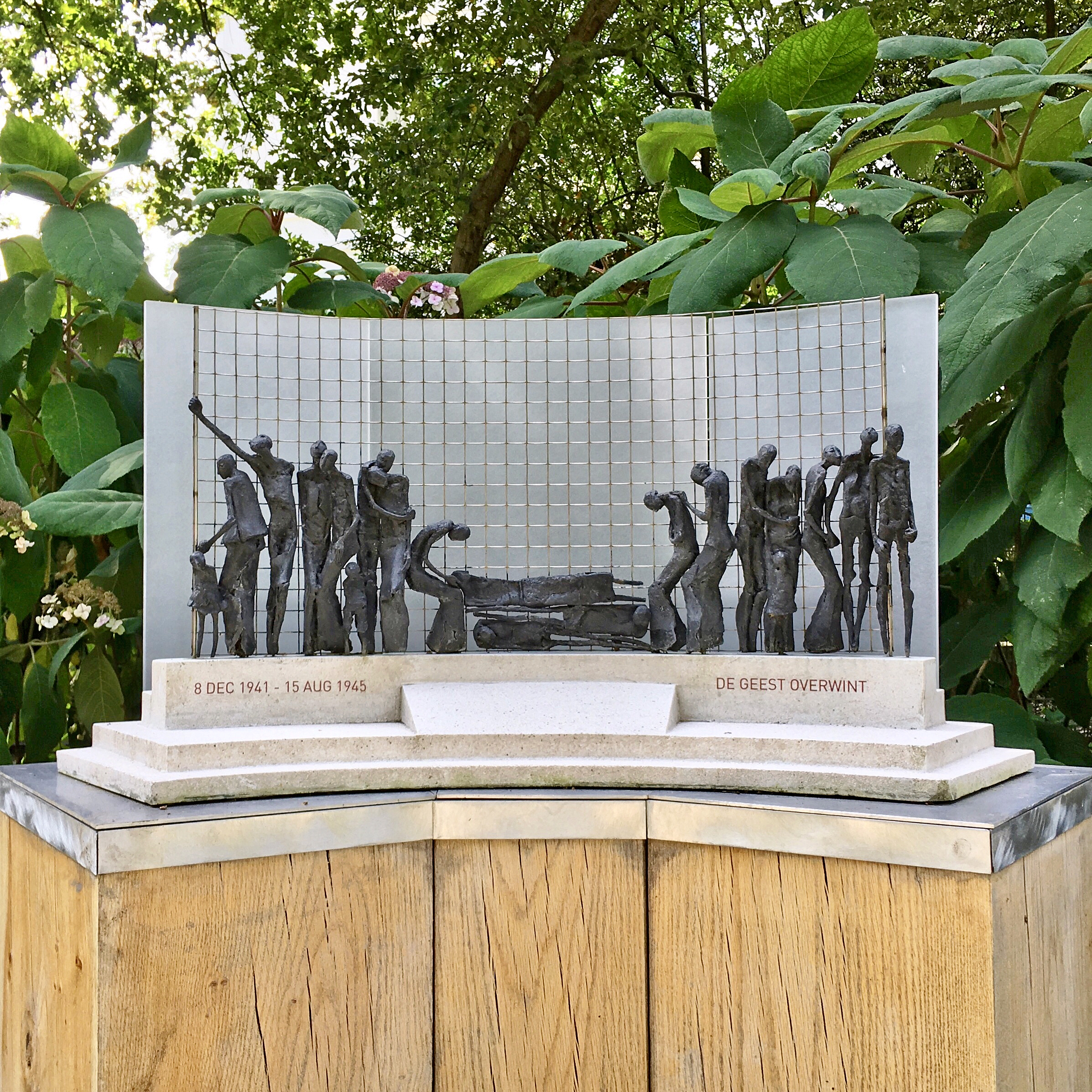
Op het terrein van Museum Sophiahof staat een schaalmodel van het Indisch Monument

Museum Sophiahof van Indië tot nu (formeel: Nationaal Museum Sophiahof) is een museum, kennis- en gemeenschapscentrum, dat zich wijdt aan de culturele en historische erfenis van Nederlands-Indië en de Molukkers en hun betekenis in het naoorlogse Nederland en de huidige tijd. De Sophiahof is in 2019 geopend en is gevestigd in Den Haag. Het museum wordt bestuurd door de Stichting beheer Sophiahof, dat naast een bestuur ook een raad van toezicht heeft.

## Oprichting
De periode die begon met de verovering van Nederlands-Indië door Japan in 1941-1942, gevolgd door de Japanse bezetting van Nederlands-Indië tot de overgave van Japan in augustus 1945, waarna de Bersiap en Indonesische Onafhankelijkheidsoorlog volgden, die in december 1949 eindigde met de overdracht van de soevereiniteit over de kolonie Nederlands-Indië (uitgezonderd Westelijk Nieuw-Guinea) door het Koninkrijk der Nederlanden aan de Republiek Indonesië, gevolgd door de uittocht van honderdduizenden mensen naar Nederland. In Nederland hebben anno 2019 circa twee miljoen mensen een band met het voormalige Nederlands-Indië, Indonesië en de Molukken. Het koloniale verleden van Nederland, de bezetting door Japan en de naoorlogse periode zijn onderwerpen die bij velen van hun in meer of mindere mate een rol spelen in hun leven. De oprichting van het Sophiahof is een uitvoering van beleid van de Rijksoverheid inzake de 'Collectieve erkenning van de Nederlands-Indische gemeenschap'. De staatssecretaris van VWS beschreef het toekomstige museum in 2017 onder meer als "een Indische pleisterplaats als fundament, scholing en educatie, herdenken, museale en kennisfunctie, culturele activiteiten en contextgebonden zorg". Met de opening van het Sophiahof op 27 juni 2019 door koning Willem-Alexander is er tevens een nieuwe, gemeenschappelijke huisvesting gekomen voor enkele organisaties: Indisch Herinneringscentrum, Museum Maluku (het Moluks Historisch Museum), Stichting Pelita, Nationale Herdenking 15 augustus 1945 en het Indisch Platform. Tijdens de opening werd buiten het gebouw gedemonstreerd door nabestaanden van militairen en ambtenaren die onder het bestuur van het toenmalige Nederlands-Indië hebben gewerkt, maar gedurende de periode van de Japanse bezetting nooit salaris hebben ontvangen, ook niet achteraf. Zij eisten excuses, erkenning en compensatie voor geleden schade.

## Thema's
Naast de eerder genoemde geschiedenis besteedt Museum Sophiahof aandacht aan onder andere het Nederlands-Indisch verzet in de Tweede Wereldoorlog, de Geschiedenis van de Molukkers in Nederland en Republiek der Zuid-Molukken.

## Kennis- en gemeenschapscentrum
Naast de tentoonstellingsruimten beschikt het museum over een bibliotheek en studiezaal, waar bezoekers zich kunnen verdiepen in de diverse thema's waaraan het museum aandacht besteedt. Ook zijn er diverse mogelijkheden om onderzoek te doen naar de afkomst van families met wortels in het voormalige Nederlands-Indië en de Molukken. Tevens dient het Sophiahof de ontmoetingsplek voor bezoekers en de diverse organisaties die er zijn gehuisvest.

## Sophiahof
Het museum is vernoemd naar het pand waarin het is gevestigd, het huis Sophiahof aan de Sophialaan 10 in Den Haag. Dit Rijksmonument werd ontworpen in een eclectische stijl; het dateert uit 1858 en werd gebouwd als woonhuis voor Guillaume Louis Baud, voormalig Gouverneur-generaal van Nederlands-Indië en oud-minister van Koloniën.
Kamp Westerbork ·
Kamp Vught ·
Kamp Amersfoort ·
Indisch Herinneringscentrum ·
Oranjehotel